# Hipparchia valesiacus
Hipparchia valesiacus är en fjärilsart som beskrevs av Schmidlin 1939. Hipparchia valesiacus ingår i släktet Hipparchia och familjen praktfjärilar. Inga underarter finns listade i Catalogue of Life.